# 田川亮三
田川 亮三（たがわ りょうぞう、1919年〈大正8年〉3月8日 - 1995年〈平成7年〉9月18日）は、日本の官僚、政治家。三重県知事を務めた。

## 来歴・人物
神奈川県横須賀市生まれ。旧制神奈川県立横須賀中学（現：神奈川県立横須賀高等学校）卒業。1942年（昭和17年）京都大学農学部卒業。農林省から三重県秘書課長、企業庁長、三重県副知事を歴任。1971年（昭和46年）9月、副知事を退任した。

### 1972年三重県知事選挙
退任後は三重テレビの副社長となった。その後、1972年（昭和47年）、次期衆院選に旧三重1区から民社党公認で立候補することを表明した。しかし、知事の田中覚が同じ三重1区から立候補を表明。これを受け、急遽離党して三重県知事選挙に立候補することになった。自民党公認の九鬼喜久男、共産党公認の新人との争いとなったが、これを破って初当選を果たした。
※当日有権者数：1,089,135人 最終投票率：60.36%（前回比：-pts）
| 候補者名   | 年齢 | 所属党派   | 新旧別 | 得票数    | 得票率 | 推薦・支持 |
| ---------- | ---- | ---------- | ------ | --------- | ------ | ---------- |
| 田川亮三   | 53   | 無所属     | 新     | 328,169票 | 50.30% | 社会推薦   |
| 九鬼喜久男 | 54   | 自由民主党 | 新     | 265,479票 | 40.69% | -          |
| 遠藤陽之助 | 61   | 日本共産党 | 新     | 58,840票  | 9.02%  | -          |

12月26日に就任した。

### 1976年三重県知事選挙
1976年（昭和51年）の知事選は、自民党、社会党、民社党推薦、公明党支持で立候補して、共産党県委員の新人を破って再選を果たした。
※当日有権者数：1,139,092人 最終投票率：55.56%（前回比： 4.80pts）
| 候補者名 | 年齢 | 所属党派 | 新旧別 | 得票数    | 得票率 | 推薦・支持                    |
| -------- | ---- | -------- | ------ | --------- | ------ | ----------------------------- |
| 田川亮三 | 57   | 無所属   | 現     | 506,894票 | 81.26% | 自民・社会・民社推薦 公明支持 |
| 多喜正男 | 53   | 無所属   | 新     | 116,902票 | 18.74% | 共産推薦                      |

### 1980年三重県知事選挙
1980年（昭和55年）の知事選は共産党公認の新人との争いとなったが、これを破って3選を果たした。
※当日有権者数：1,185,558人 最終投票率：44.56%（前回比： 11.00pts）
| 候補者名 | 年齢 | 所属党派   | 新旧別 | 得票数    | 得票率 | 推薦・支持 |
| -------- | ---- | ---------- | ------ | --------- | ------ | ---------- |
| 田川亮三 | 61   | 無所属     | 現     | 449,145票 | 86.13% | -          |
| 中川政一 | 53   | 日本共産党 | 新     | 72,321票  | 13.87% | -          |

### 1984年三重県知事選挙
1984年（昭和59年）の知事選も共産党公認の新人との争いとなったが、これを破って4選を果たした。この時の投票率43.57%は当時の史上最低投票率となった。
※当日有権者数：1,236,169人 最終投票率：43.57%（前回比： 0.99pts）
| 候補者名 | 年齢 | 所属党派   | 新旧別 | 得票数    | 得票率 | 推薦・支持                 |
| -------- | ---- | ---------- | ------ | --------- | ------ | -------------------------- |
| 田川亮三 | 65   | 無所属     | 現     | 463,287票 | 86.83% | 自民・社民・公明・民社推薦 |
| 馬場久勝 | 54   | 日本共産党 | 新     | 70,281票  | 13.17% | -                          |

### 1988年三重県知事選挙
1988年（昭和63年）の知事選は共産党推薦の無所属新人との争いとなったが、これを破って5選を果たした。
※当日有権者数：1,289,501人 最終投票率：44.44%（前回比： 0.87pts）
| 候補者名 | 年齢 | 所属党派 | 新旧別 | 得票数    | 得票率 | 推薦・支持                 |
| -------- | ---- | -------- | ------ | --------- | ------ | -------------------------- |
| 田川亮三 | 69   | 無所属   | 現     | 425,063票 | 75.06% | 自民・社会・公明・民社推薦 |
| 鈴木茂   | 60   | 無所属   | 新     | 141,249票 | 24.94% | 共産推薦                   |

### 1992年三重県知事選挙
1992年（平成4年）の知事選は前回と同じ顔ぶれとなったが、これを破って6選を果たした。なお、この時の投票率37.77%は史上最低投票率を更新した。また、6選は三重県史上初で、中西陽一に次ぎ長野士郎と並ぶ現職では2位の全国多選知事となった。
※当日有権者数：1,360,344人 最終投票率：37.77%（前回比： 6.67pts）
| 候補者名 | 年齢 | 所属党派 | 新旧別 | 得票数    | 得票率 | 推薦・支持                 |
| -------- | ---- | -------- | ------ | --------- | ------ | -------------------------- |
| 田川亮三 | 73   | 無所属   | 現     | 367,635票 | 72.56% | 自民・社会・公明・民社推薦 |
| 鈴木茂   | 64   | 無所属   | 新     | 139,040票 | 27.44% | 共産推薦                   |

任期中の1995年（平成7年）4月に病気のため辞職した。

## 知事として
三重県知事として、以下の政策を実施して、三重県政に数々の足跡を残した。
1. 四日市公害（四日市ぜんそくによる健康被害）と四日市市周辺の環境対策の実施。
2. 全国最初のリゾート法の適用地に指定されるように尽力した。
3. 愛知県と三重県との間で紛争となっていた木曽岬干拓地問題を決着した。
4. 世界祝祭博覧会を開催した。

## その他
衆議院議員、自治大臣を務めた田川誠一は従兄である。